# Ranguel Guerovski
Ranguel Ivanov Guerovski (en búlgaro: Рангел Иванов Геровски; Karlovo, 15 de enero de 1958-Sofía, 26 de abril de 2004) fue un deportista búlgaro que compitió en lucha grecorromana.
Participó en dos Juegos Olímpicos de Verano, en los años 1988 y 1992, obteniendo una medalla de plata en Seúl 1988, en la categoría de 130 kg.
Ganó cuatro medallas de bronce en el Campeonato Mundial de Lucha entre los años 1985 y 1991, y cuatro medallas en el Campeonato Europeo de Lucha entre los años 1981 y 1990.

## Palmarés internacional
| Juegos Olímpicos   | Juegos Olímpicos           | Juegos Olímpicos  | Juegos Olímpicos |
| Año                | Lugar                      | Medalla           | Categoría        |
| ------------------ | -------------------------- | ----------------- | ---------------- |
| 1988               | Seúl (Corea del Sur)       | Medalla de plata  | 130 kg           |
| Campeonato Mundial |                            |                   |                  |
| Año                | Lugar                      | Medalla           | Categoría        |
| 1985               | Kolbotn (Noruega)          | Medalla de bronce | 130 kg           |
| 1987               | Clermont-Ferrand (Francia) | Medalla de bronce | 130 kg           |
| 1990               | Ostia (Italia)             | Medalla de bronce | 130 kg           |
| 1991               | Varna (Bulgaria)           | Medalla de bronce | 130 kg           |
| Campeonato Europeo |                            |                   |                  |
| Año                | Lugar                      | Medalla           | Categoría        |
| 1981               | Gotemburgo (Suecia)        | Medalla de oro    | +100 kg          |
| 1985               | Leipzig (RDA)              | Medalla de plata  | 130 kg           |
| 1987               | Tampere (Finlandia)        | Medalla de bronce | 130 kg           |
| 1990               | Poznań (Polonia)           | Medalla de plata  | 130 kg           |